# Lago di Vagli
Der Lago di Vagli ist der größte Stausee in der Toskana.

## Geografie
Er liegt in der Provinz Lucca bei dem Ort Vagli Sotto in der Landschaft der Garfagnana. Der nordöstliche Teil des Stausees liegt in der Gemeinde Careggine.

## Beschreibung
Der Staudamm wurde 1947 bis 1953 errichtet und hat eine Höhe von 96 Meter. Er staut den Fluss Edron. Das zugehörige Kraftwerk wird von der Elektrizitätsgesellschaft ENEL betrieben.
In dem Stautal befanden sich einige kleine Siedlungen, darunter der ehemalige Ort Fabbriche di Careggine, der damals 31 Häuser und 146 Einwohner hatte. Wenn der See etwa alle zehn Jahre (1958, 1974, 1983 und 1994) abgelassen wird, tauchen die kleine Kirche und die Häuser wieder auf und werden als paese fantasma („Geisterdorf“) zur Touristenattraktion. Im Ort stand die 1590 errichtete Kirche San Teodoro.
Über einen Seitenarm des Sees führt die Fußgängerbrücke Ponte Morandi. Über den Hauptarm führt seit 2015 die Ponte Tibetano, eine Hängebrücke für Fußgänger.

## Bilder

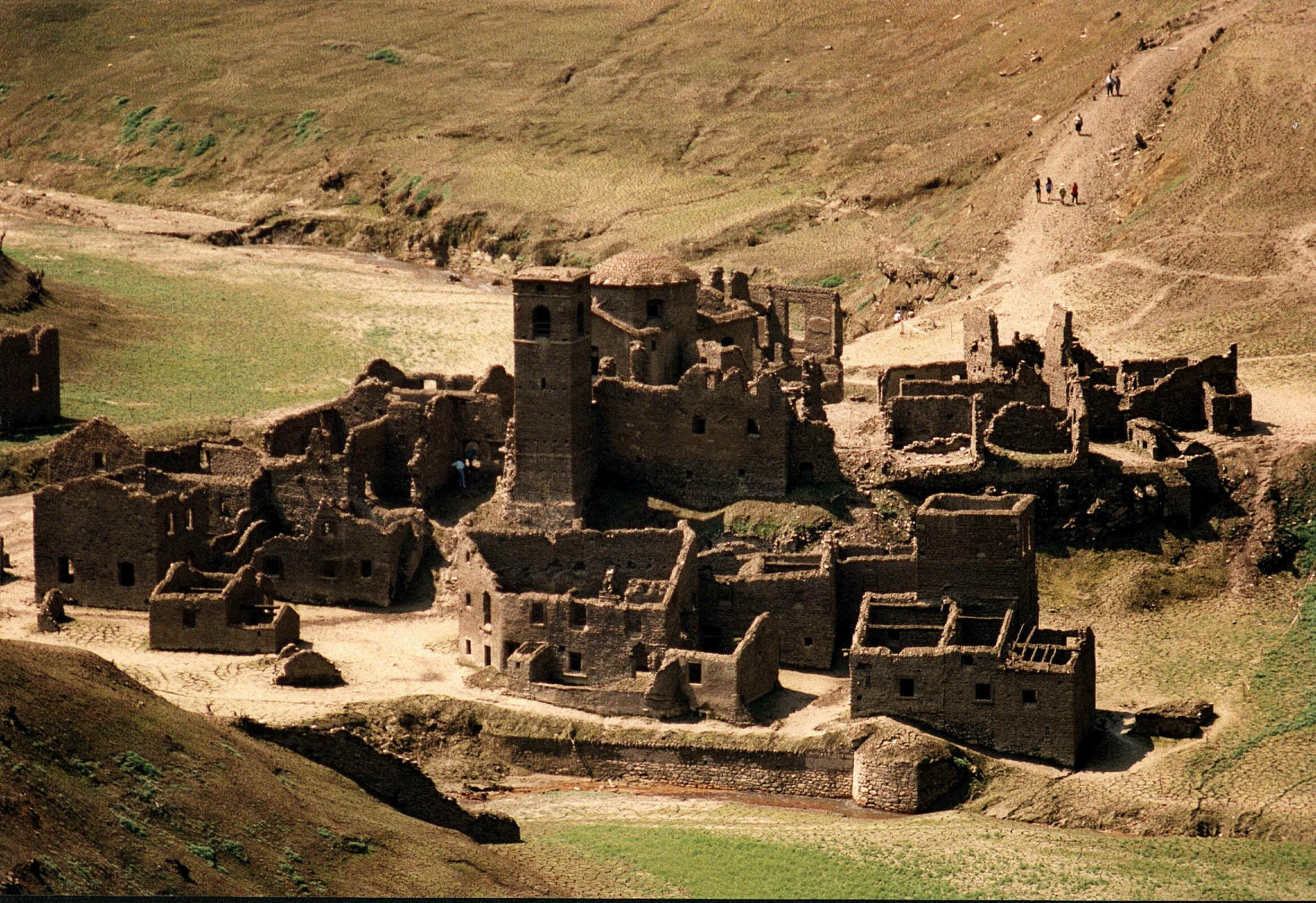
Der ehemalige Ort Fabbriche di Careggine bei abgelassenem See
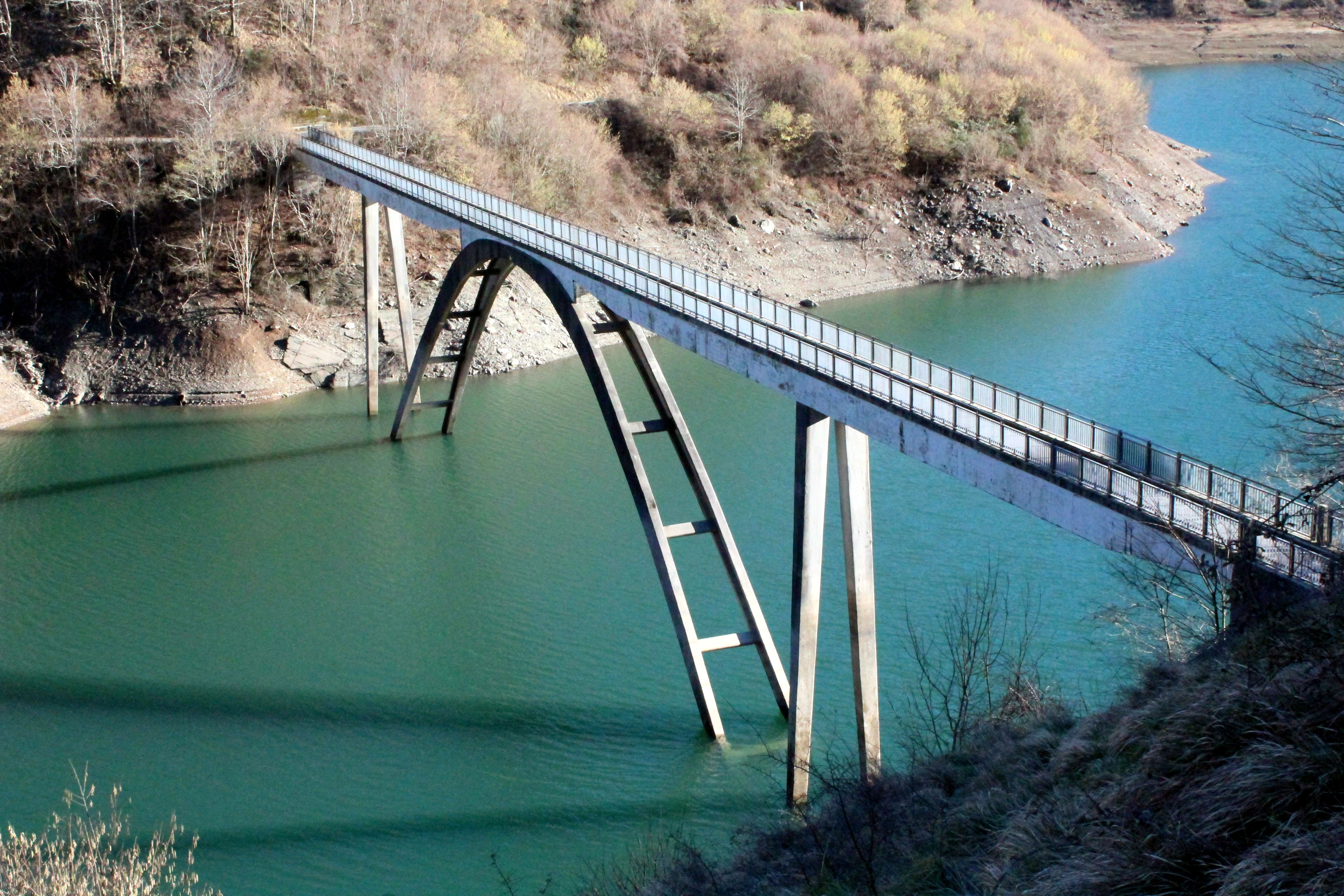
Die Ponte Morandi
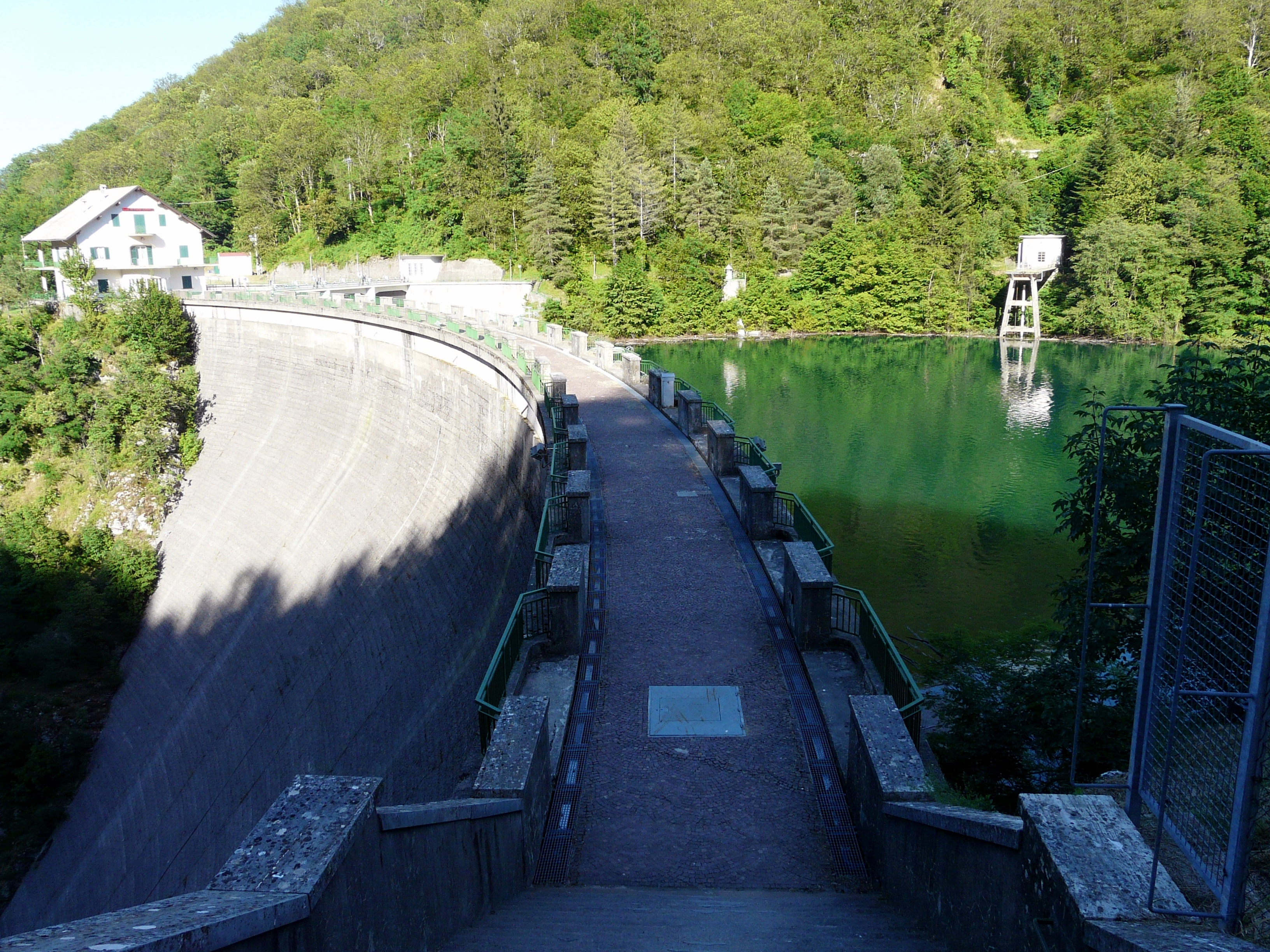
Der Staudamm